# Ictidorhinus martinsi
Ictidorhinus martinsi és una espècie extinta de sinàpsid del clade dels biarmosucs que visqué durant el Permià superior en allò que avui en dia és Sud-àfrica. Es tracta de l'única del gènere Ictidorhinus. Se n'han trobat restes fòssils a la província sud-africana del Cap Oriental. Tenia el musell curt i les òrbites relativament grans. El nom genèric Ictidorhinus significa ‘nas de mostela’. El nom específic martinsi li fou assignat en honor d'un tal J. H. Martins, el descobridor de l'holotip.